# 마퀴스 후스 후
마퀴스 후스 후(영어: Marquis Who's Who)는 미국 뉴저지주 소재 민간 출판사이다. 여러 직업의 사람들에 대해 이력을 담은 인명록과 데이터베이스를 제작하고 있다. 지역, 전문 분야별로 나누어서 15 여권의 책을 정기 발행하며, 주로 도서관이나 대학에서 참고 문서로 사용된다.
마퀴스의 대표 발행물인 Who's Who in America는 포브스와 뉴욕 타임스지 등에 관심의 대상이 되어왔다. 뉴욕 타임즈지에서는 이를 "사서(司書)들의 베니티 페어(Vanity Fair)"이라 소개한 바 있고, 2000년에는 미국 백악관의 새천년 위원회(White House Millennium Council)에서 당시 발행물을 국가 새천년 타임 캡슐 (National Millennium Time Capsule)에 포함하였다. 마퀴스 측에서는 매해 Who's Who in America 발행물 서두에 출판의 주 목적을 "국가와 사회의 계발에 큰 기여를 하는 자들의 인명정보를 모아두는 것"이라 밝힌다.
마퀴스의 각 발행물은 등재되는 이들의 출생지, 본관, 학력, 경력 및 기타 사회 활동 사항, 상훈, 저서, 정치 성향, 종교, 주소지 등을 수록한다. 이 내용은 온라인 상으로도 "Marquis Biographies Online"이라는 유료 서비스를 통해 제공된다.
최근에는 홈페이지를 통해 이력서를 자유롭게 입력하는 방식으로 개인정보를 받아 데이터베이스를 제작하고 있으며, 그 중에 30분 간의 전화 인터뷰를 통해  검증되고 선정된 인물들을 인명사전에 등재한다. 2014년 10월 기준 그 데이터베이스에 150만명을 수록하고 있다고 밝히고 있다.

## 역사
1899년 미국 출판업자 앨버트 넬슨 마퀴스(Albert Nelson Marquis)가 미국의 전통을 보존할 수 있는 기록을 만들겠다며 설립하였다. 영국의 A.C. Blake에 의해 1849년에 첫 발행된 Who's Who 의 모델을 본 따 발행한 초본판 Who's Who in America는 8,500 여명의 "영향력있는 미국인들"의 내력을 수록하였다.
2003년 Marquis Publications는 더 힐(The Hill) 신문의 출판사인 뉴스 커뮤니케이션 (News Communications, Inc.) 에 의해 인수되었다.

## 선정 기준
마퀴스 후스 후는 등재되는 이들의 선정 기준을 "참고 자료로서의 가치"에 따라 정한다고 밝히며, 이를 다음과 같이 설명한다. "등재인들은 경력 및 상훈 사항, 사회의 기여도 등에 의해 선정된다. 재력, 사회적 위치 혹은 단순한 등재 의사는 큰 고려사항이 되지 않는다."
William L Hammilton의 2005년 뉴욕 타임즈 기사에 의해면, 2003년 마퀴스 후스 후를 인수한 모사에서는 "70명의 편집자와 12명의 연구자들로 구성된 편집팀에서 등재 후보자들을 선별하고 있다".

## 비평
마퀴스 후스 후의 경우 이에 대한 시각이 다양하다. 2010년 허핑턴 포스트 신문에서는 "100년 이상의 전통을 지닌 마퀴스를 강매성 사업 방식을 추구하는 다른 '후스 후'들과 동일시 할 수 없다" 라고 주장하는 반면, 1999년 포브스 잡지에서는 "마퀴스 역시 불분명한 선정 기준을 사용하고, 사회에 큰 기여를 했다고 보기 힘든 여러 인물들도 등재한 바 있다" 고 비난한다.

## 기록물로서의 가치
포브스 잡지는 2007년에 미국 대학 순위를 선정하는 기준에서 졸업생들의 Who's Who in America 등재 여부를 참고하기 시작했지만, 2013년 정책을 바꾸어 현재는 노벨상(Nobel Prize) 및 풀리처(Pulitzer) 상 수여자, 구겐하임 및 맥아더 펠로우 (Guggenheim and MacArthur Fellows), 미국 과학 아카데미 (National Academy of Sciences) 등록자, 에미상, 토니상, 그래미상 등 연예 오락상 수여자 목록 및 자사 편찬 목록들을 수렴하여 목록을 작성한다.